# GS25
GS25 (지에스25, LG25)는 1990년 12월에 영업을 시작한 대한민국 최초의 편의점 프랜차이즈 체인이다. 현재는 GS리테일의 브랜드이며, 2005년 3월에 LG그룹과 GS그룹이 계열 분할되면서 브랜드명이 LG25에서 GS25로 변경되었다.

## 현황
서울특별시 동대문구 회기동에 첫 점포인 경희점이 개설된 이후 크게 성장하여 2024년 현재 전국에 10,000개 이상의 점포가 있는 대한민국 점유율 2위 편의점 체인이다. GS리테일의 멤버십 카드인 GS&포인트라는 마일리지가 있으며, 티머니와 제휴하여 GS25 멤버십 티머니 카드 및 업그레이드 버전인 팝카드가 출시되었다. GS&포인트카드는 GS&포인트 홈페이지, 킥스 홈페이지, GS25, GS수퍼마켓, GS칼텍스 주유소, 충전소 랄라블라 매장, FC 서울 홈페이지 등에서 발급받을 수 있다. CVSnet 무인택배기를 통해 택배를 보내거나 받을 수도 있다. 한반도 최남단인 마라도에도 편의점이 있다. 현재 베트남에 진출하여 운영 중이다.

## 지역별 점포수
2024년 9월 기준
- 서울특별시: 3,179개
- 인천광역시: 973개
- 부산광역시: 959개
- 대구광역시: 676개
- 광주광역시: 399개
- 대전광역시: 484개
- 울산광역시: 339개
- 세종특별자치시: 136개
- 경기도: 4,774개
- 강원특별자치도: 278개
- 충청북도: 569개
- 충청남도: 832개
- 전북특별자치도: 514개
- 전라남도: 488개
- 경상북도: 864개
- 경상남도: 1,060개
- 제주특별자치도: 425개

## BI 변천사
|                              |
| 2005년 4월 ~ 2019년 3월 31일 |

|                       |
| 2019년 4월 1일 ~ 현재 |

## 사건사고

### 남성혐오의혹
2021년 5월 1일 GS25가 SNS에 한 달동안 진행되는 '캠핑 가자' 포스터의 그림, 텍스트가 "남성혐오"적 표현이 있을 것이라는 주장이 일부 인터넷 커뮤니티에서 제기되었다. 이 사건으로 인해 GS25 측은 "사과하라", "불매 운동을 벌이겠다"라는 일부 네티즌들의 움직임에 해당 포스터를 게시물 리스트에서 삭제했다.

## 갤러리

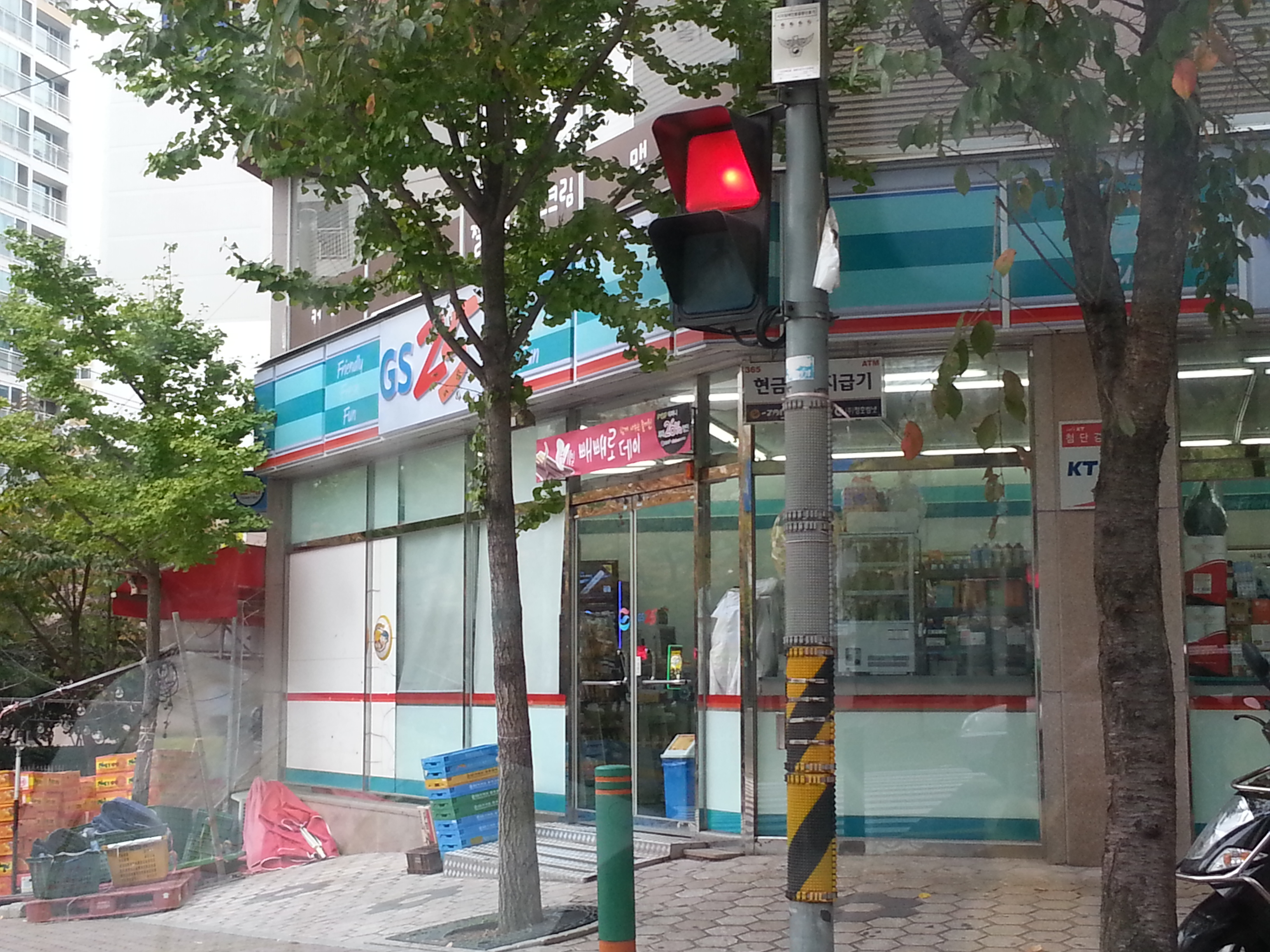
김해시의 GS25
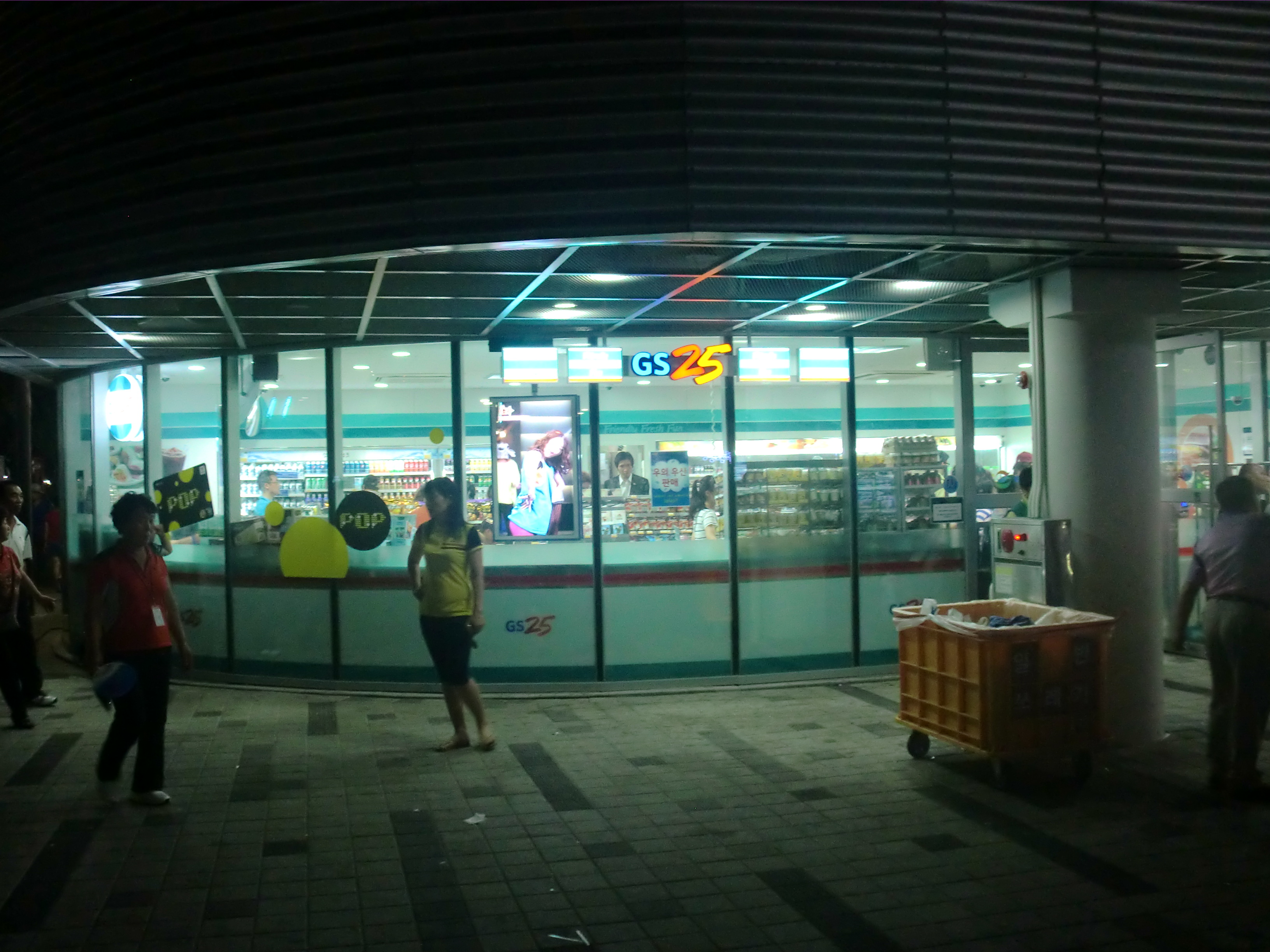
여수 엑스포의 GS25
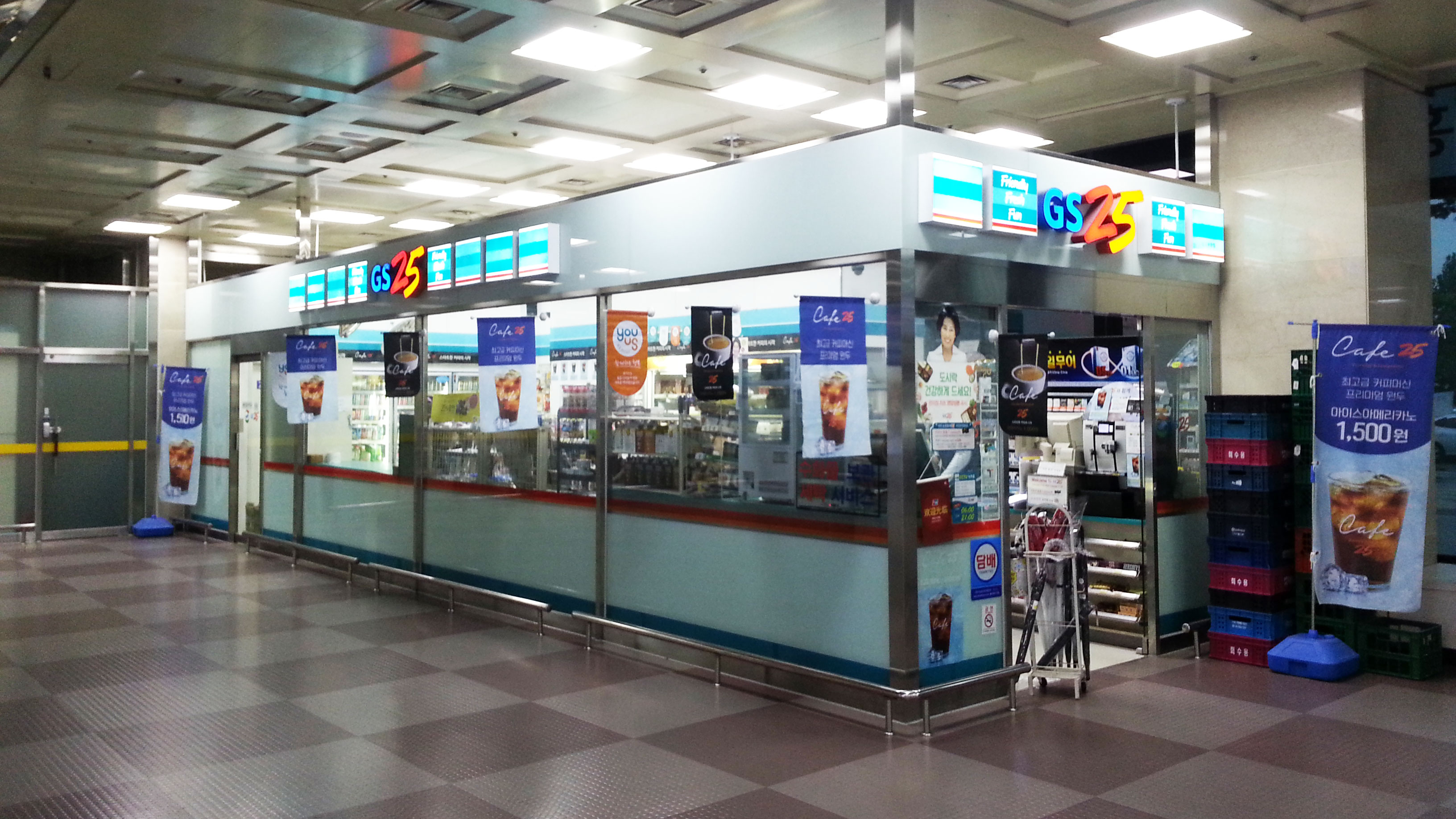
대구국제공항점
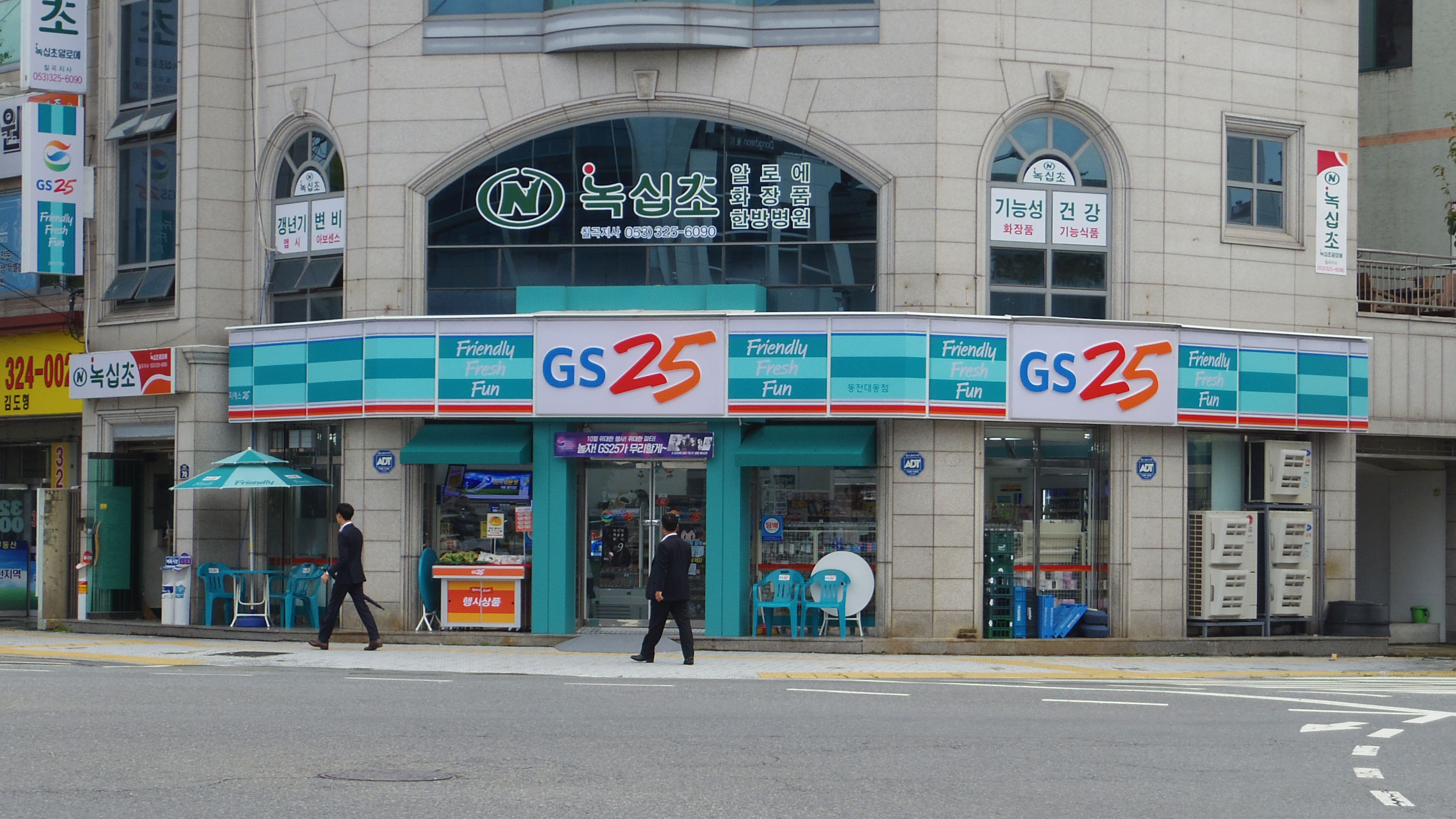
대구 동천대동점
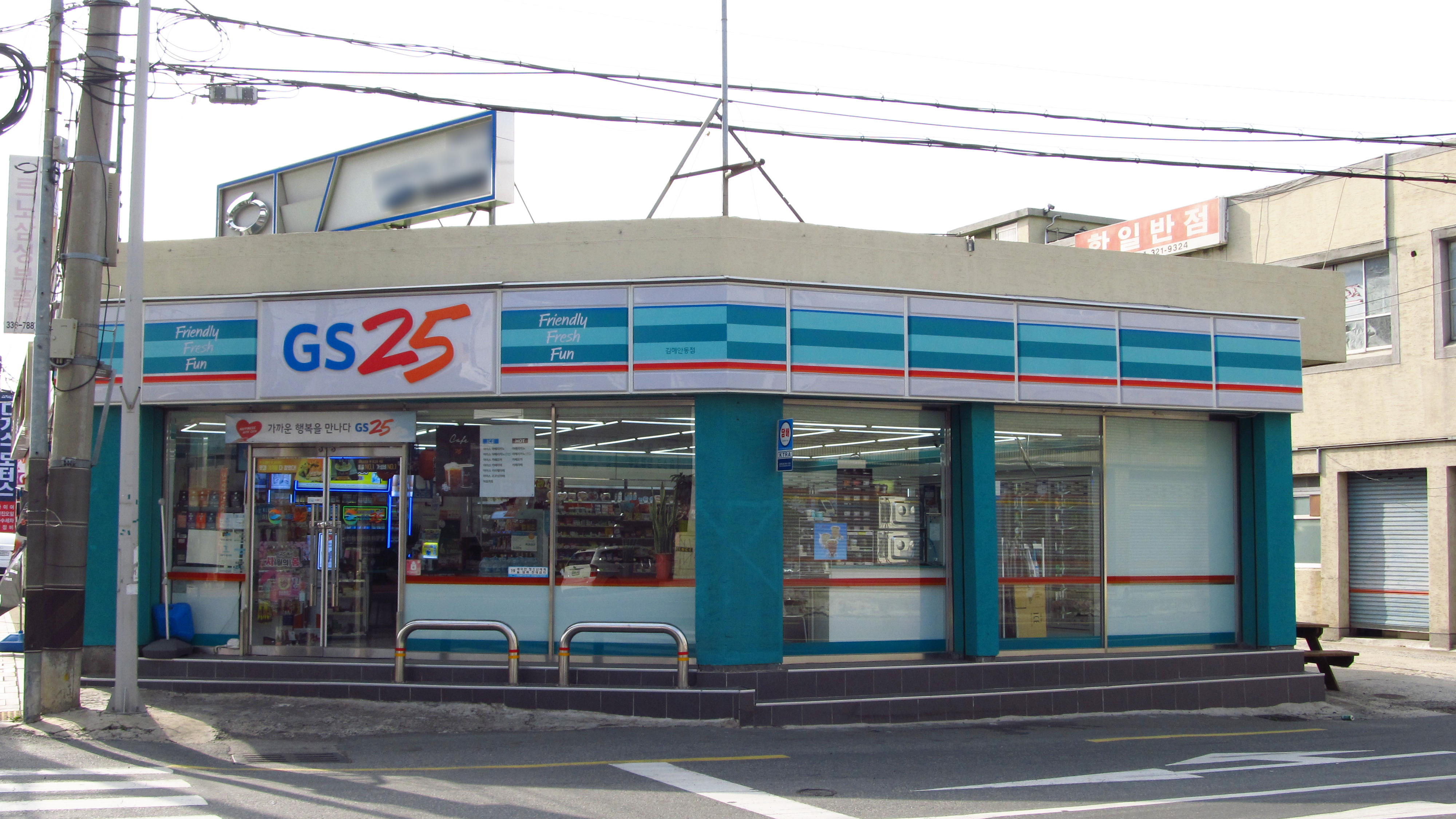
김해안동점
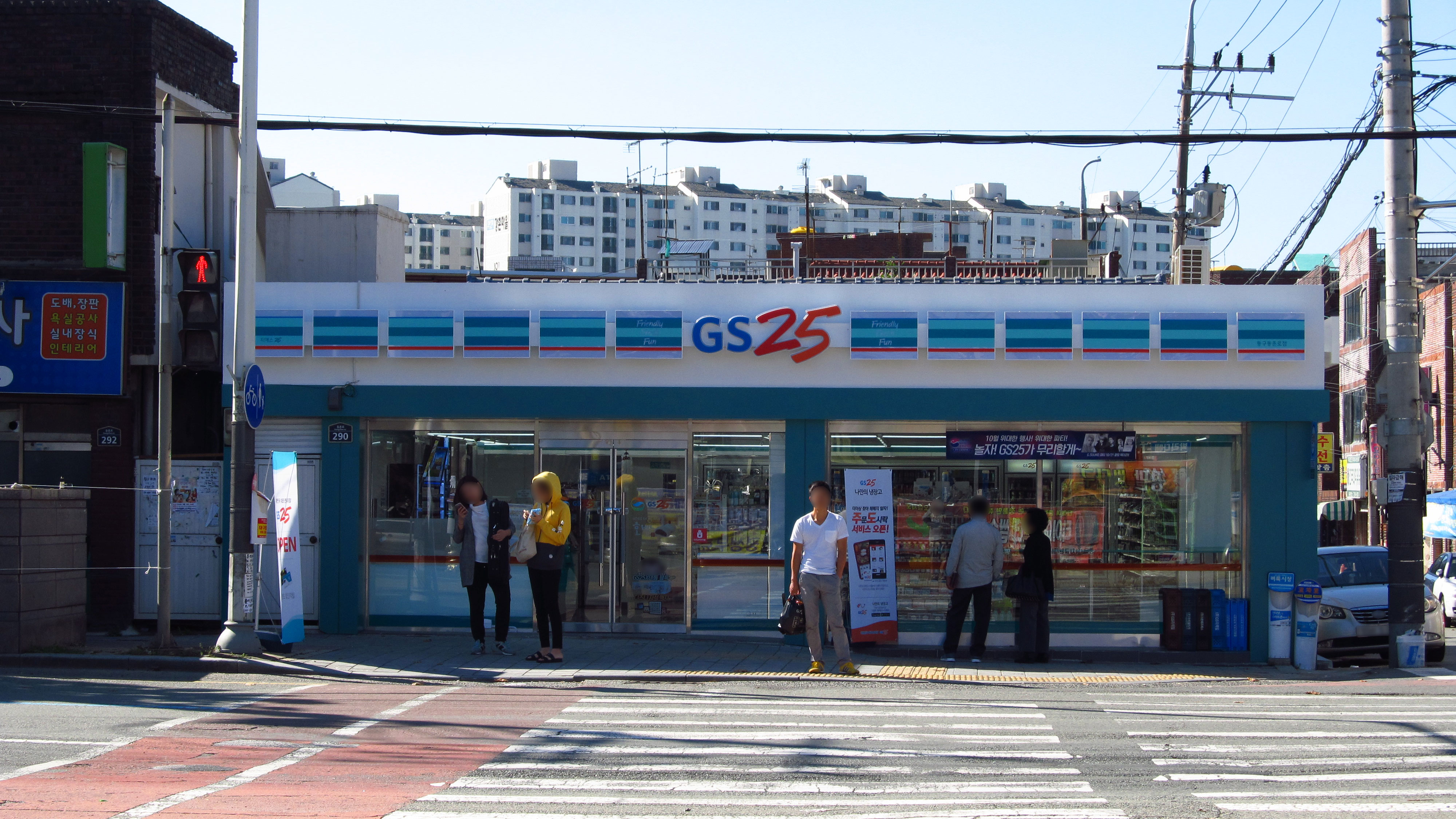
대구동구동촌로점
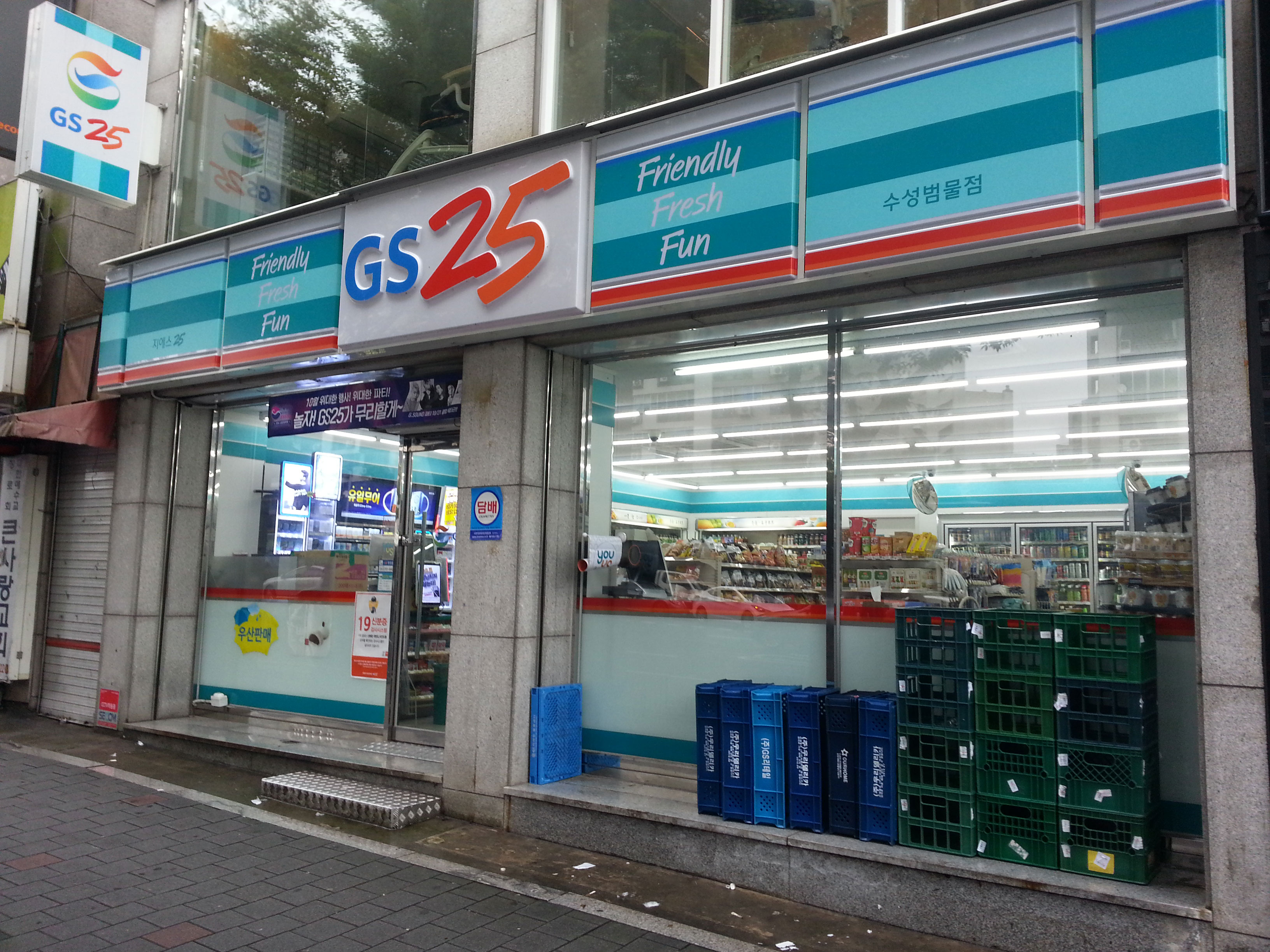
대구 수성구에 있는 수성범물점
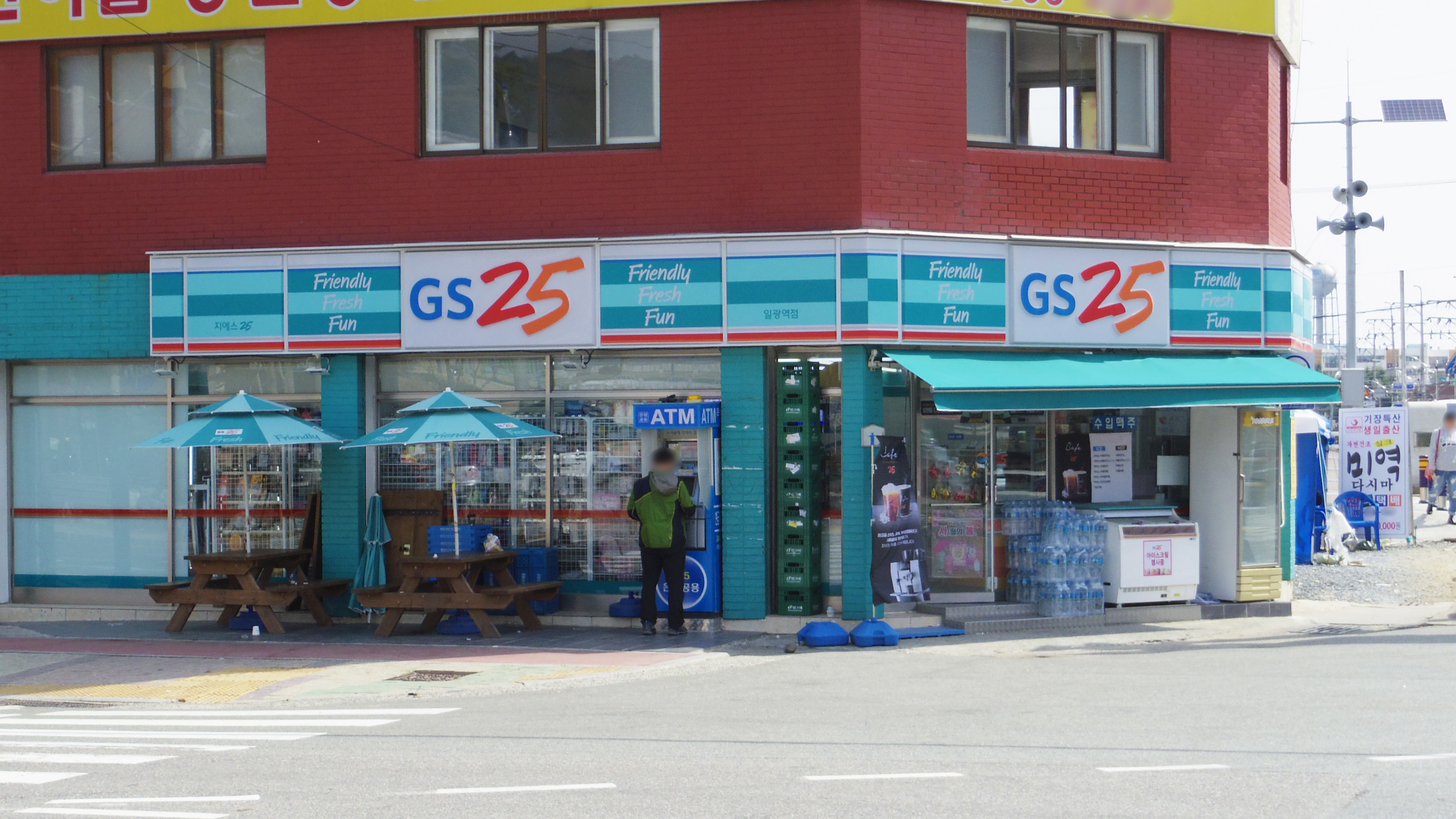
부산 일광역점
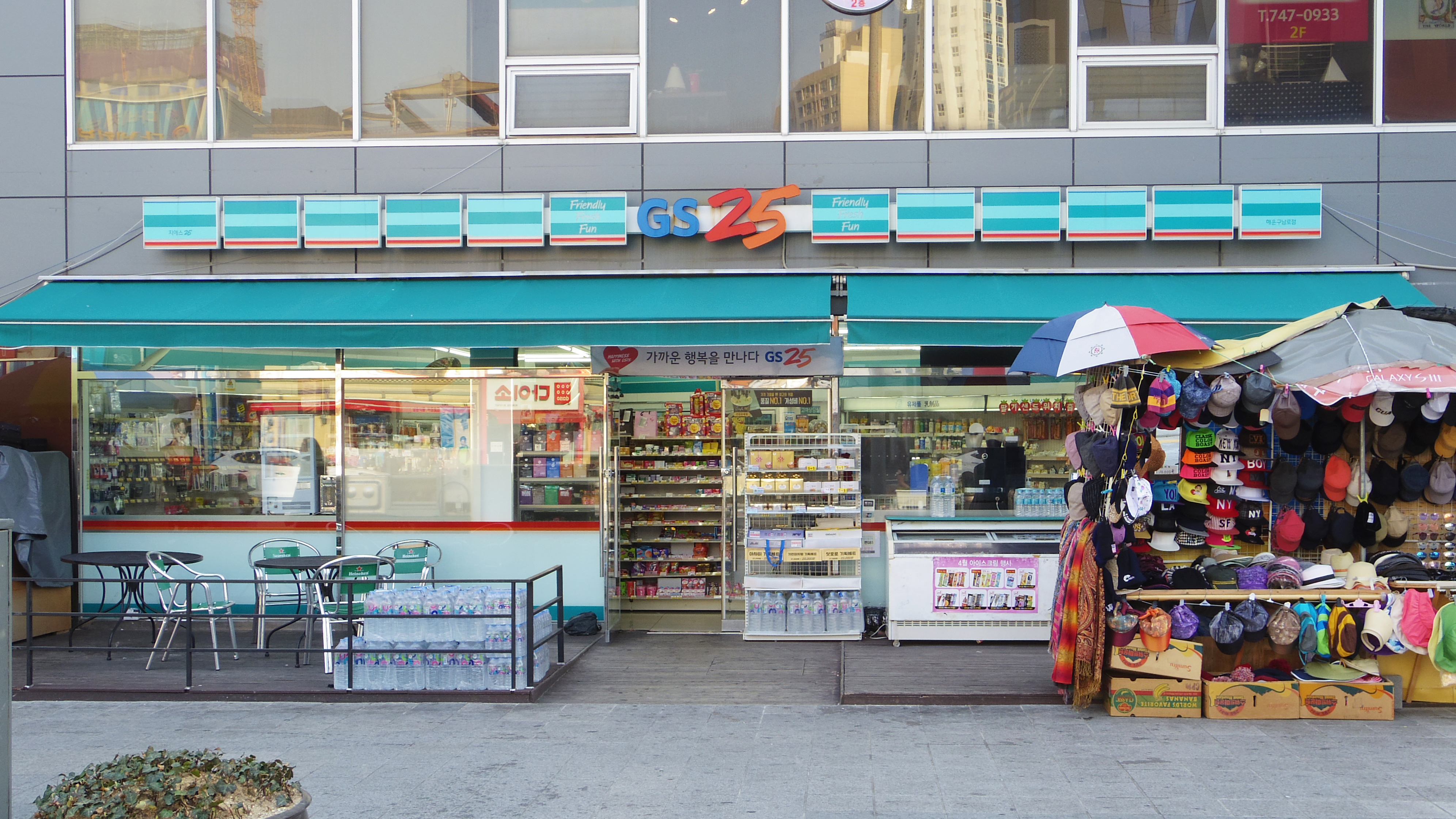
해운구남로점
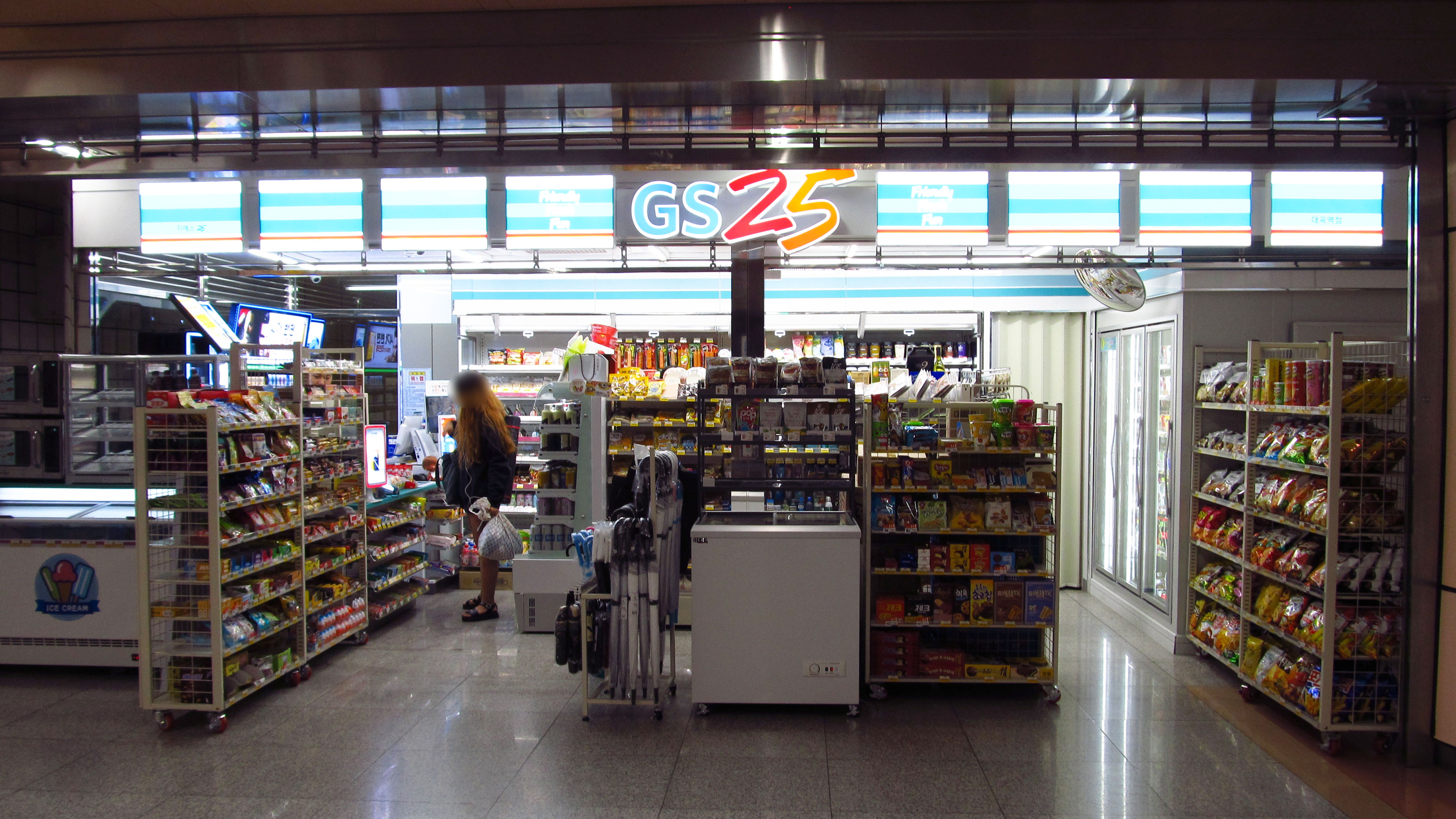
지하철내 편의점 (대구1호선 대곡역내)
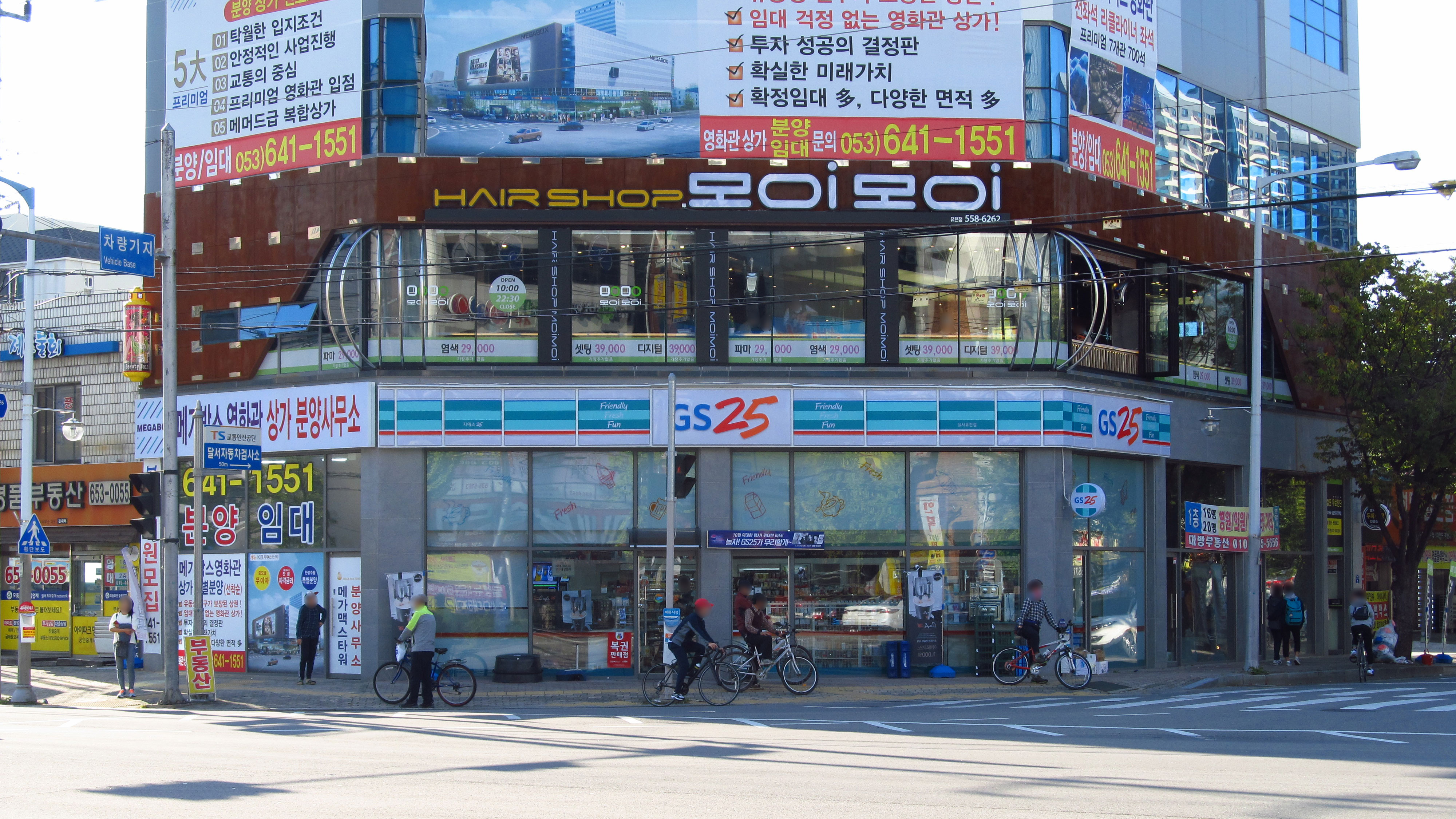
달서유천점
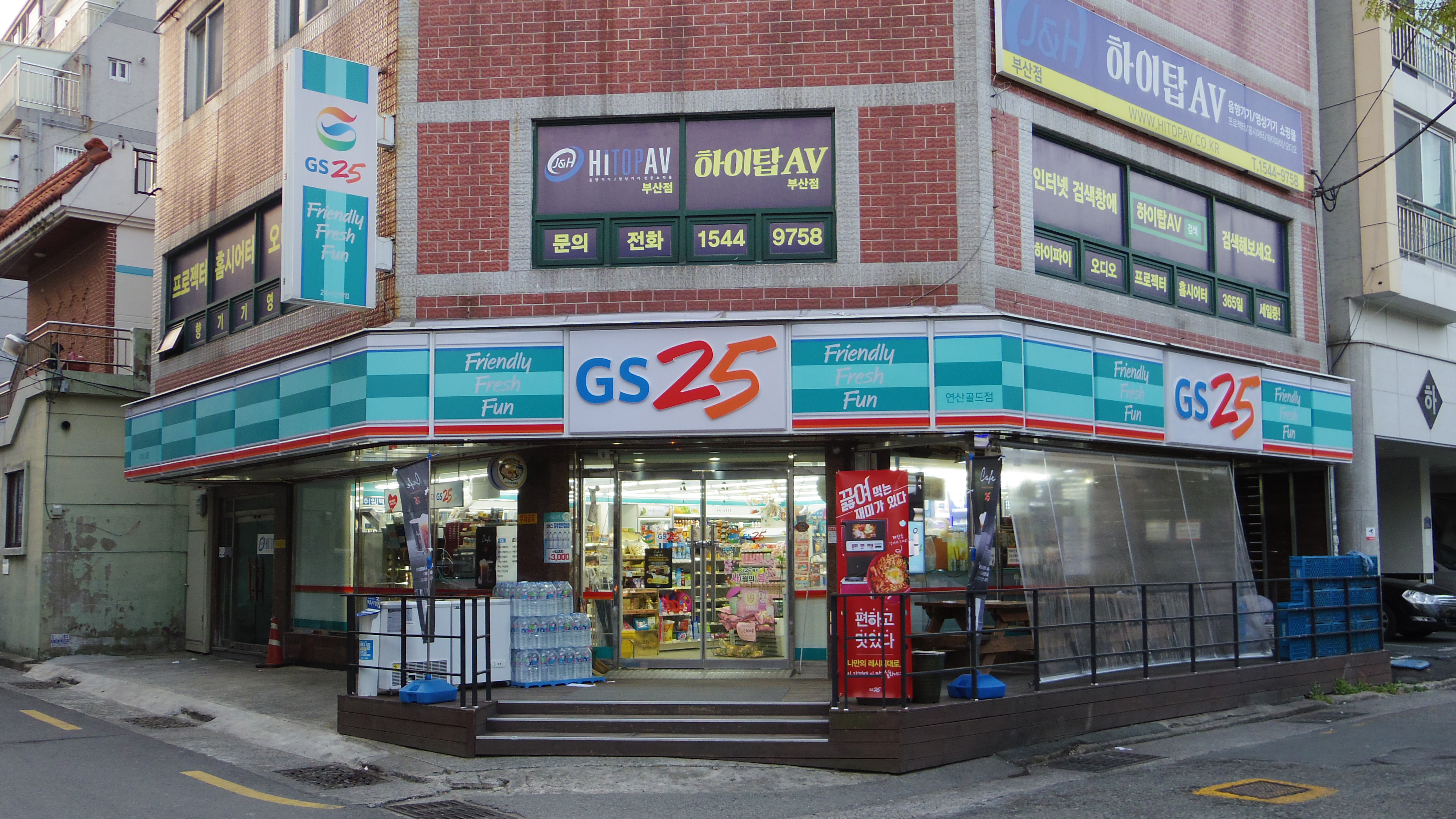
부산 연제구 연산골드점
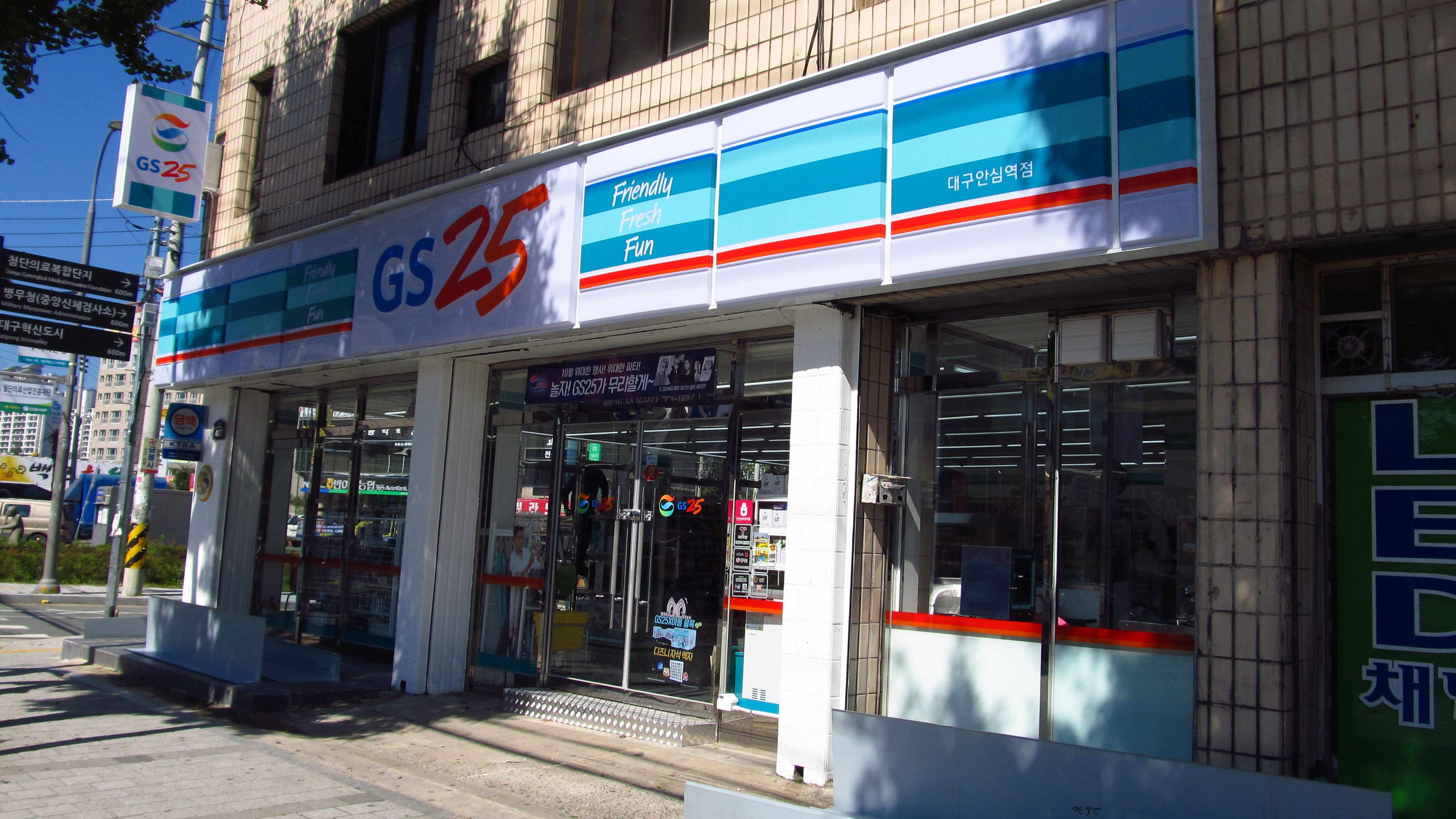
안심역점
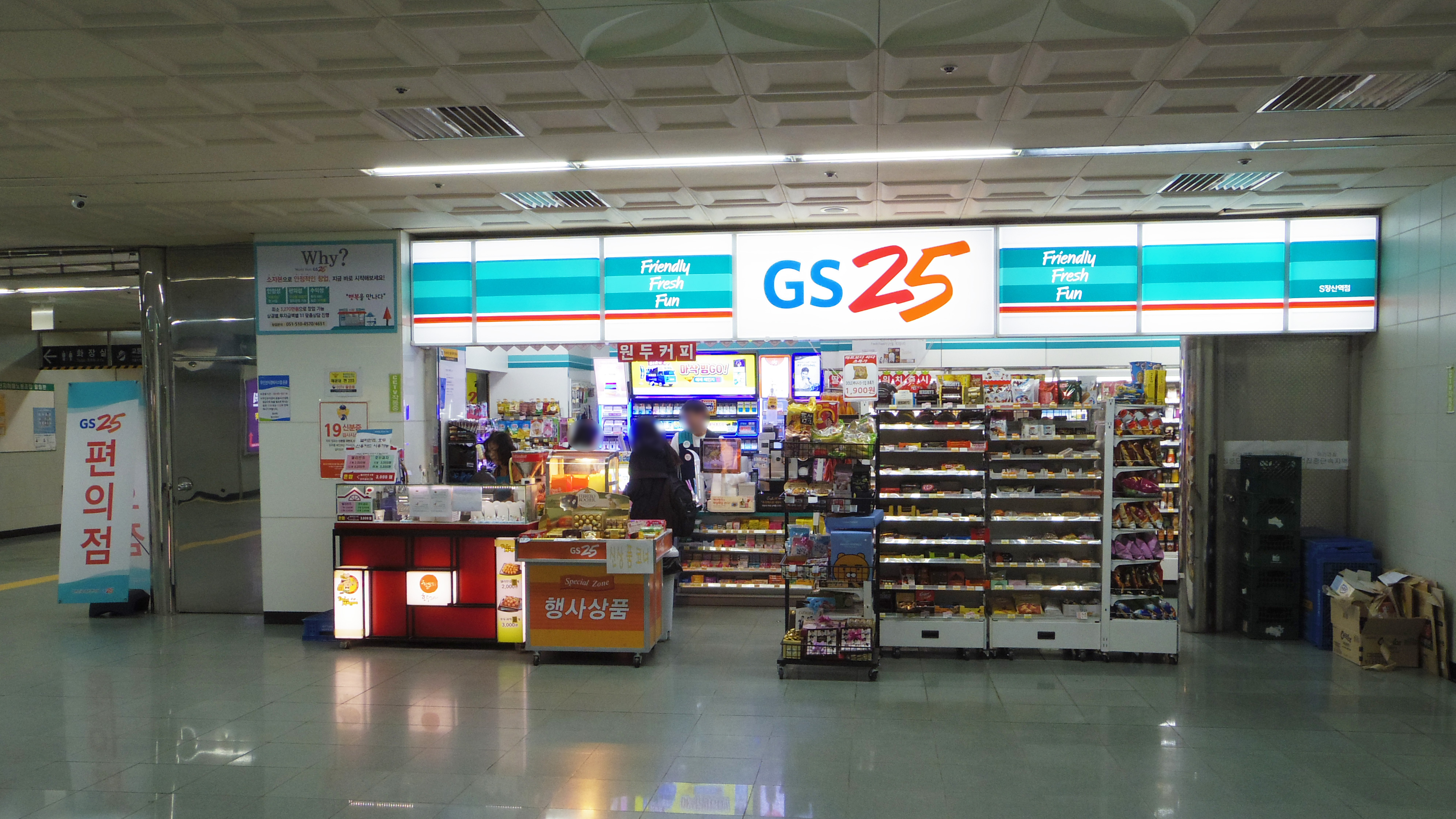
부산지하철 장산역내에 있는 장산역점
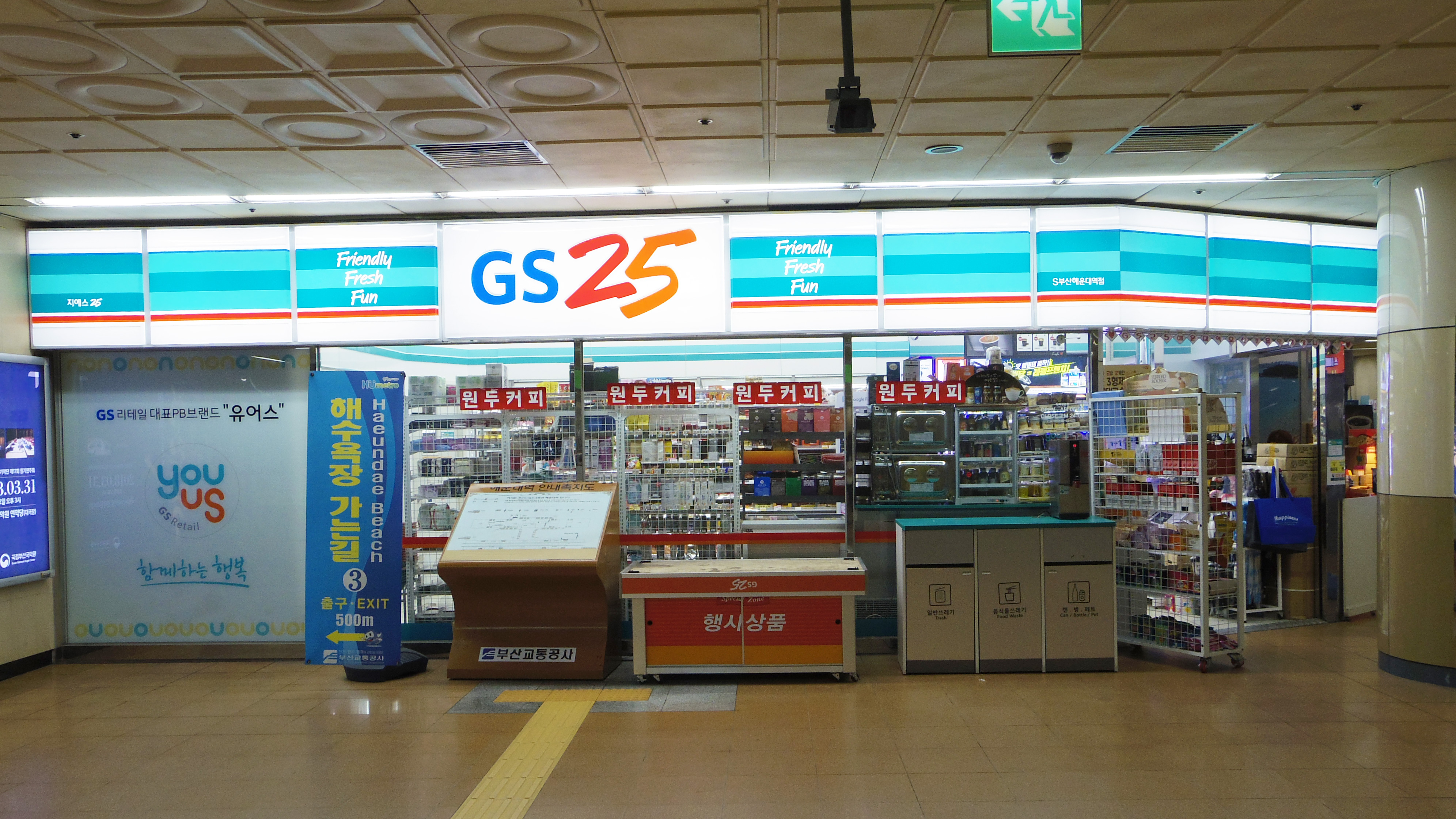
해운대역점
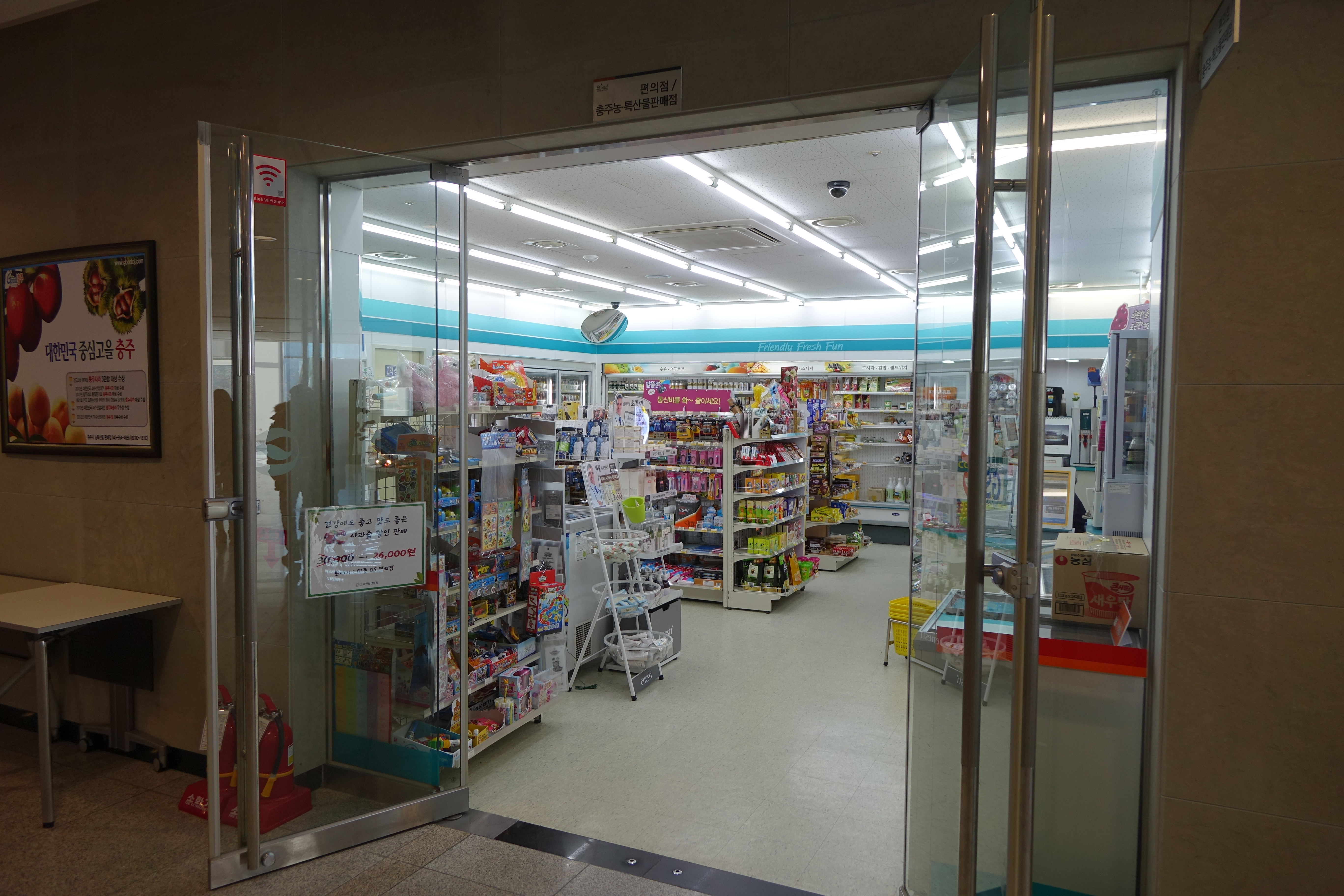
GS25 내부 (수안보면 소재)
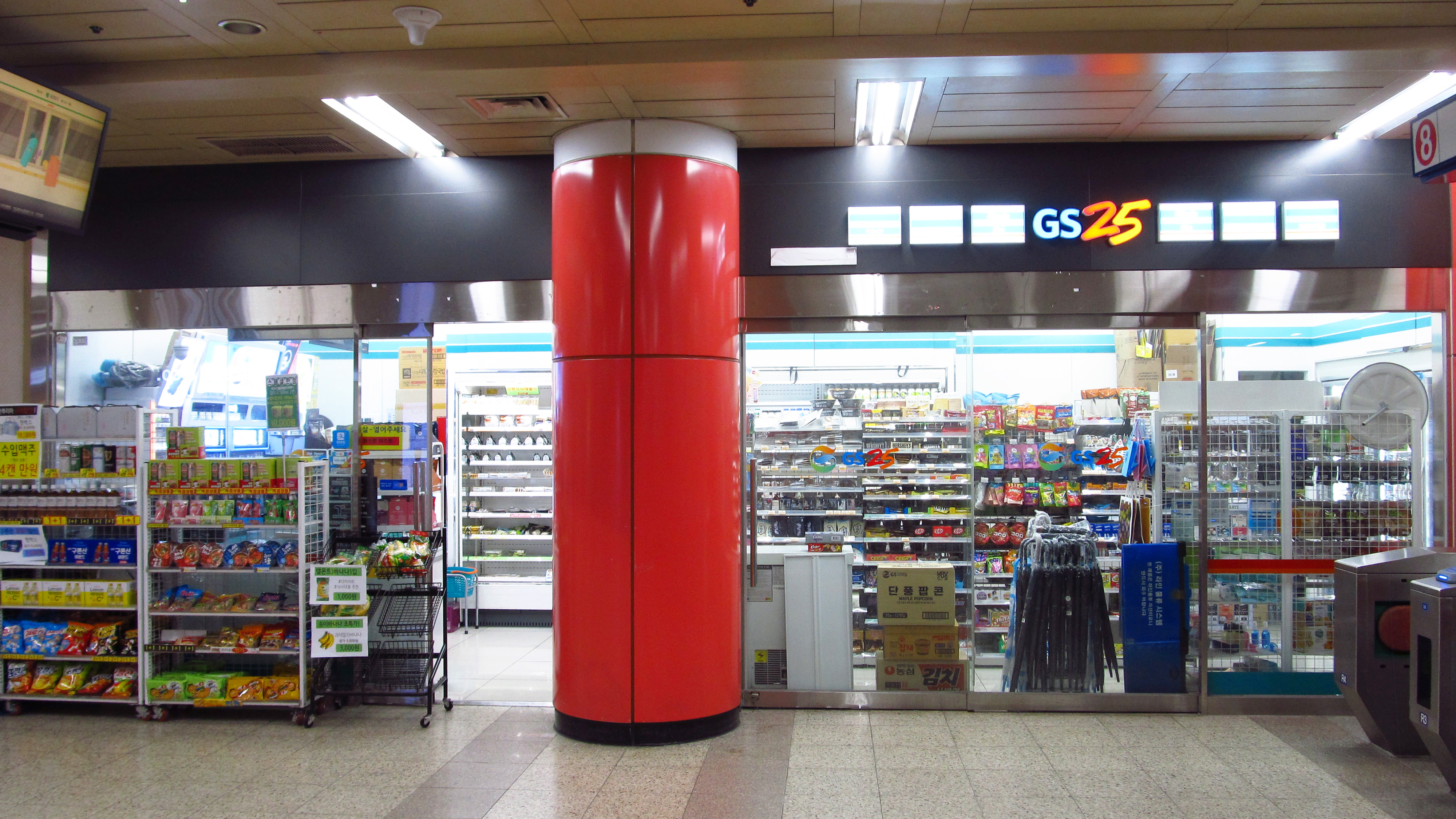
GS25암사역점
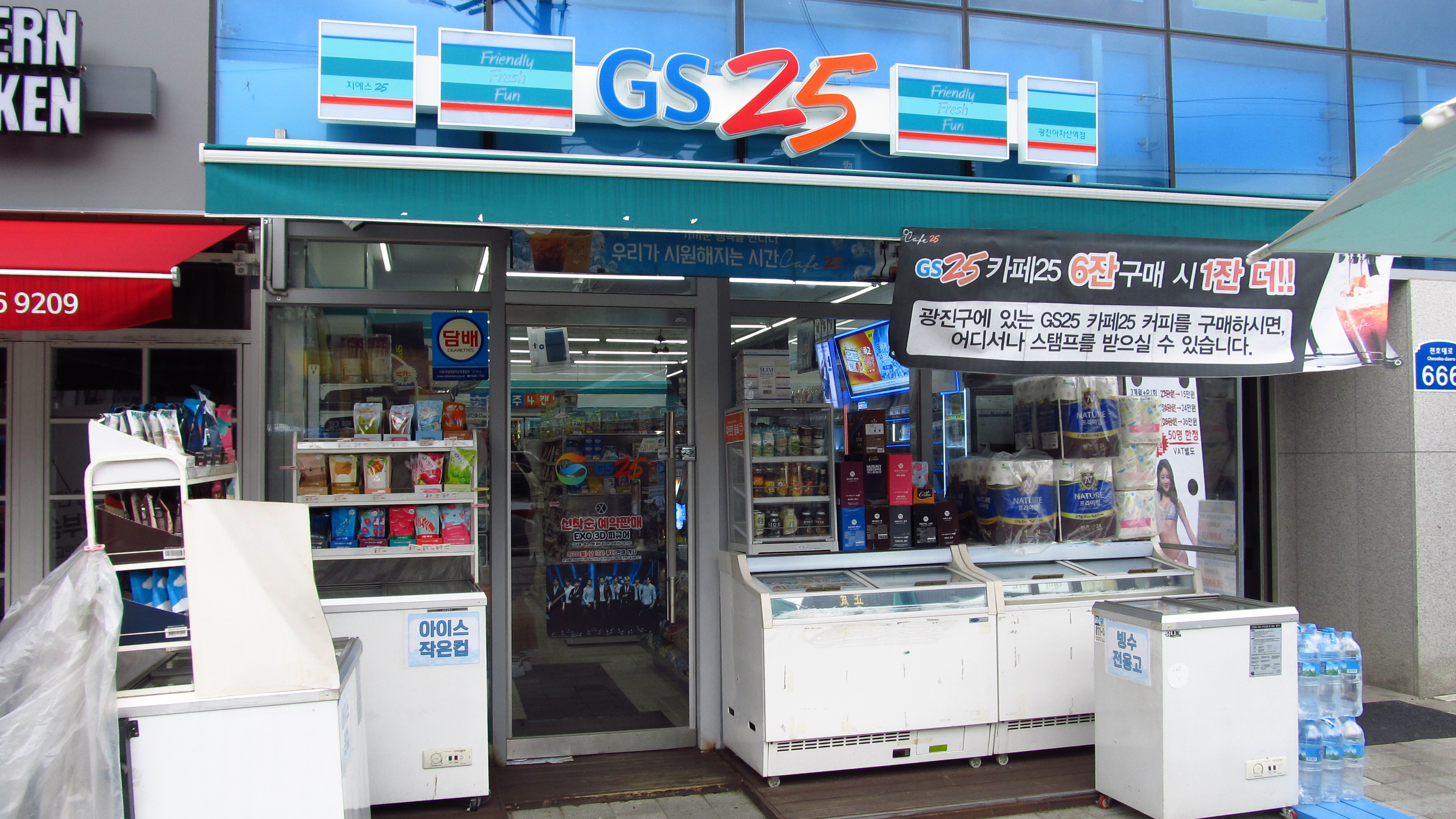
GS25 광진 아차산역점
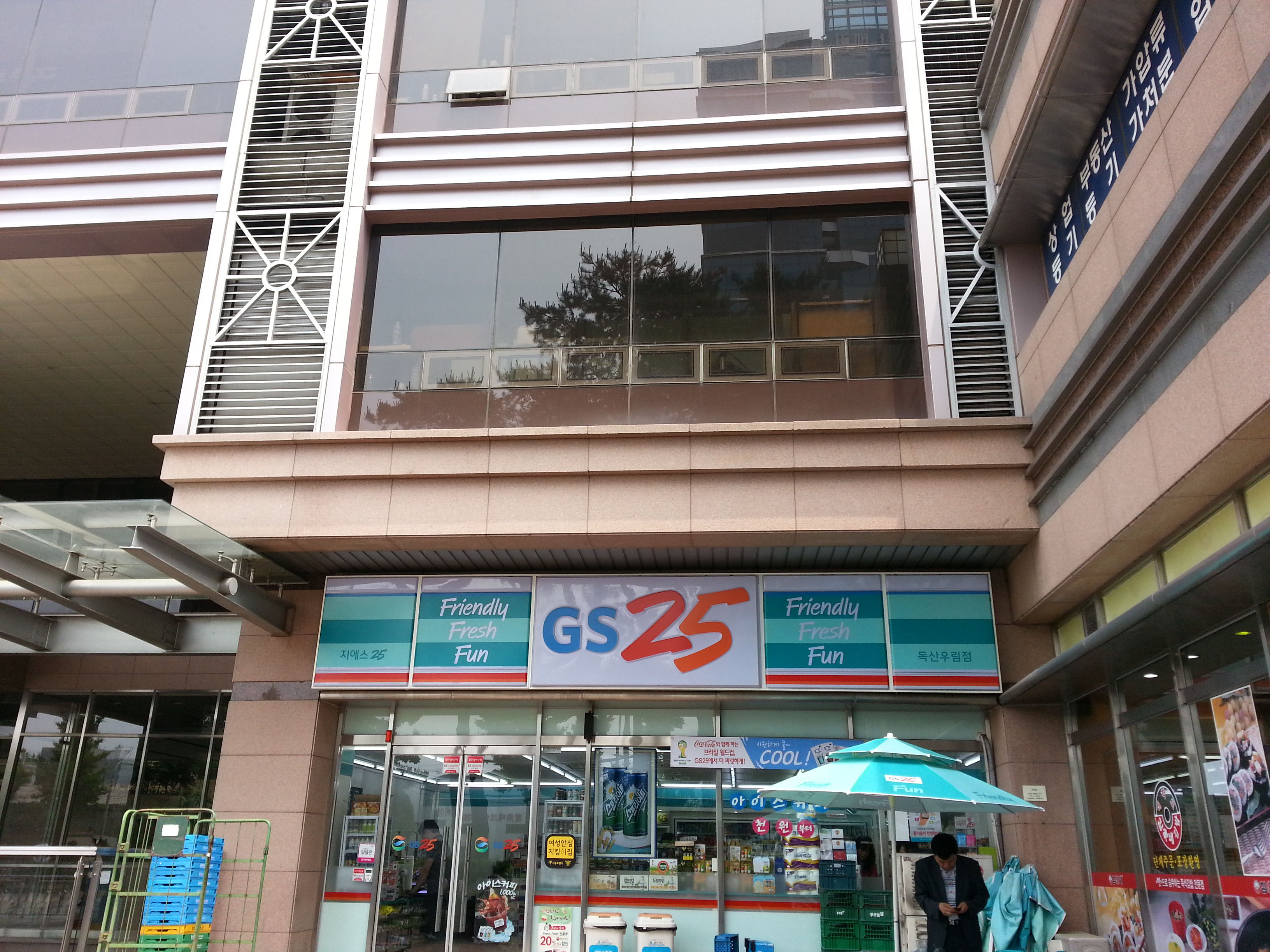
서울 금천구 독산우림점
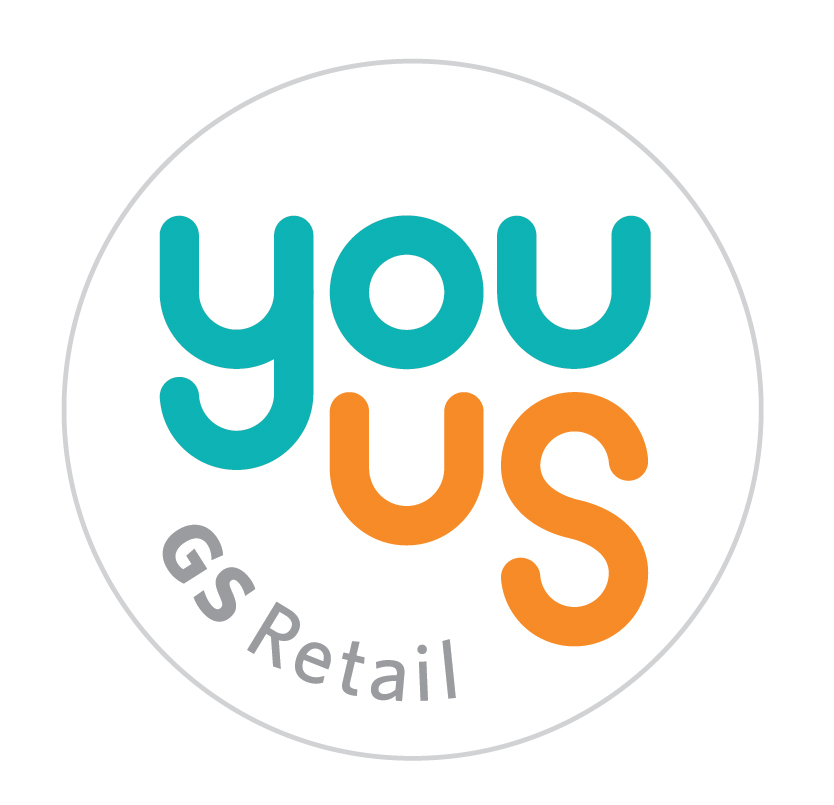
자체 상품인 유어즈로고
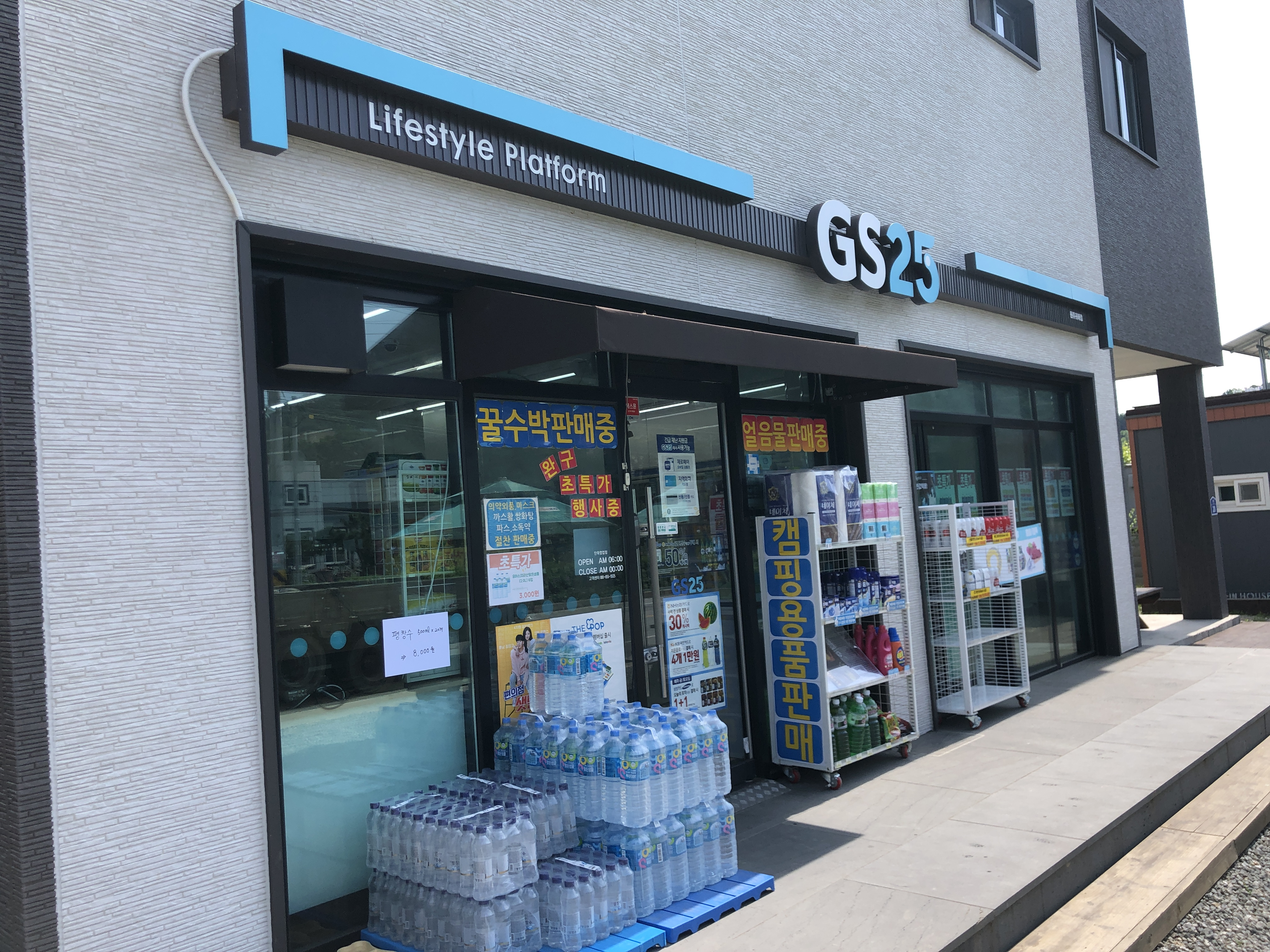
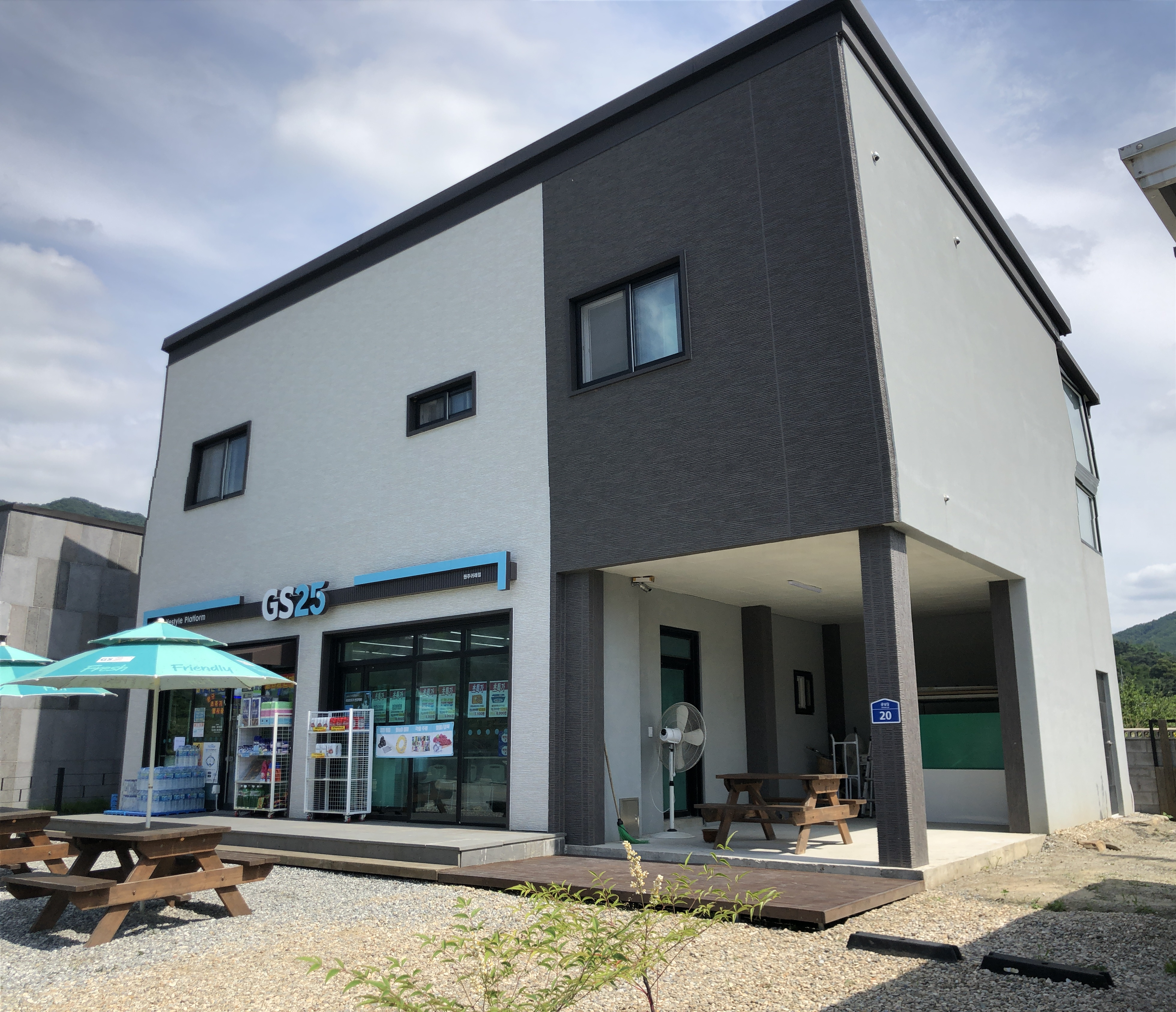
귀래면에 있는 GS25
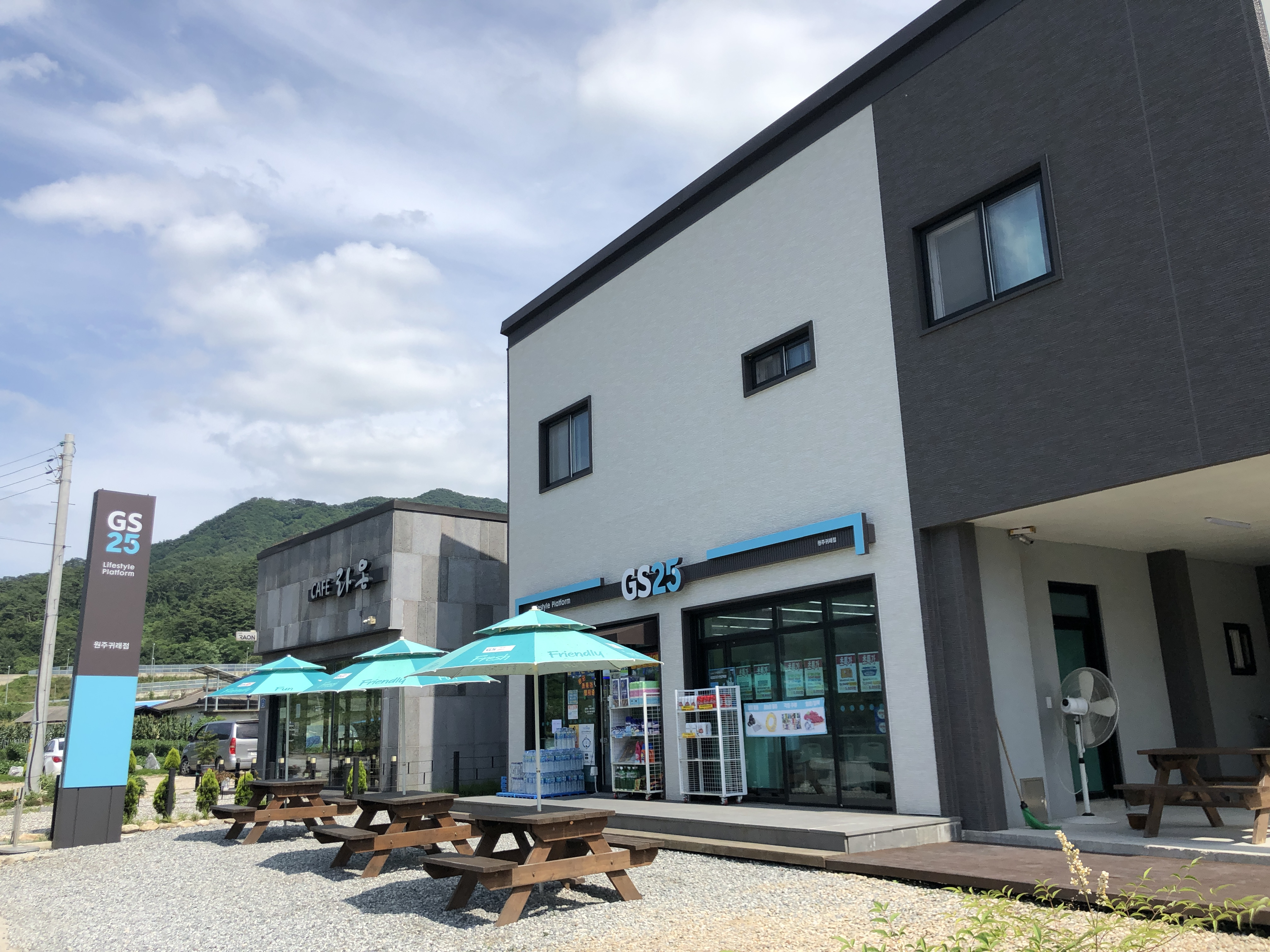
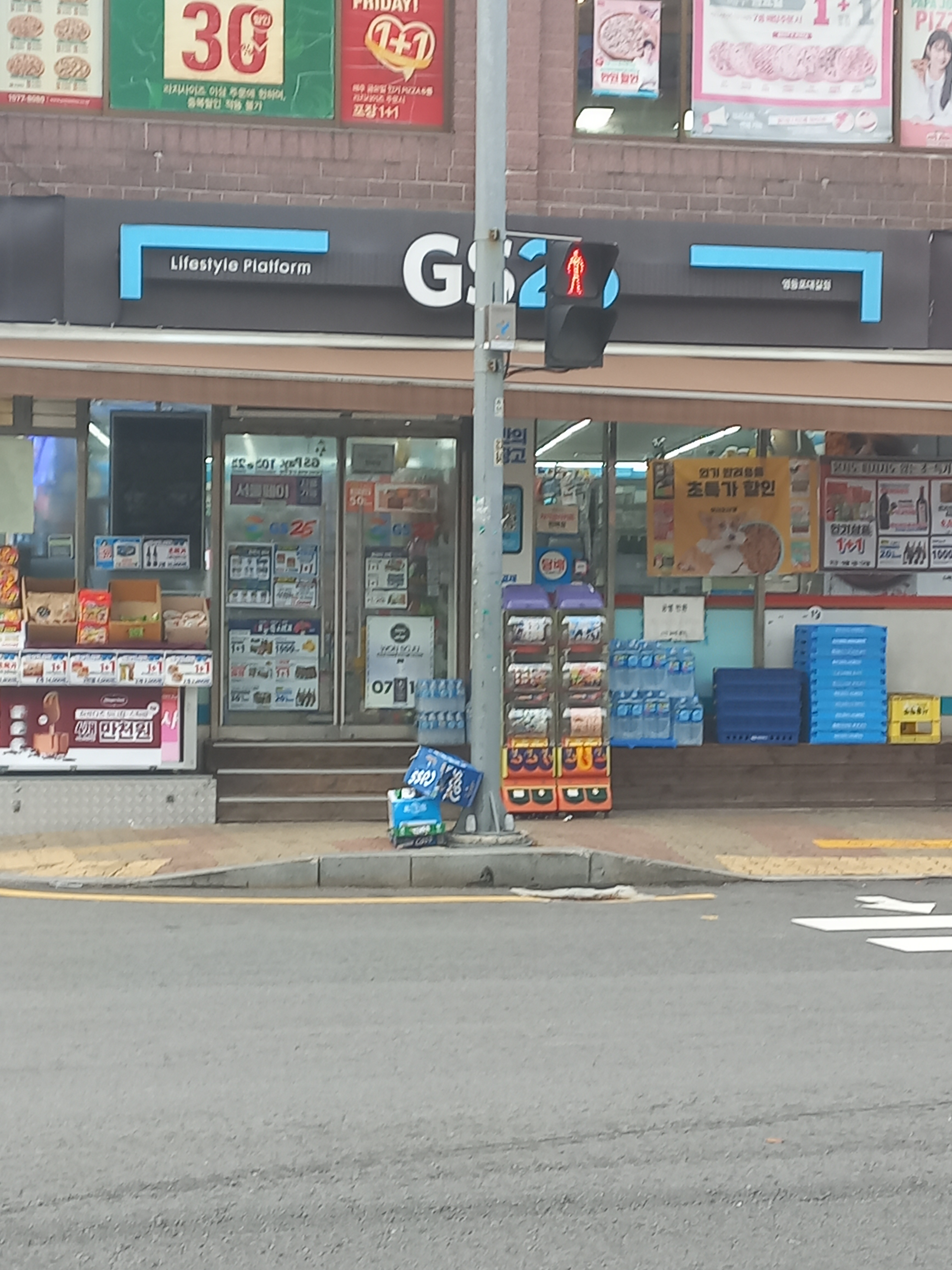
영등포대길점
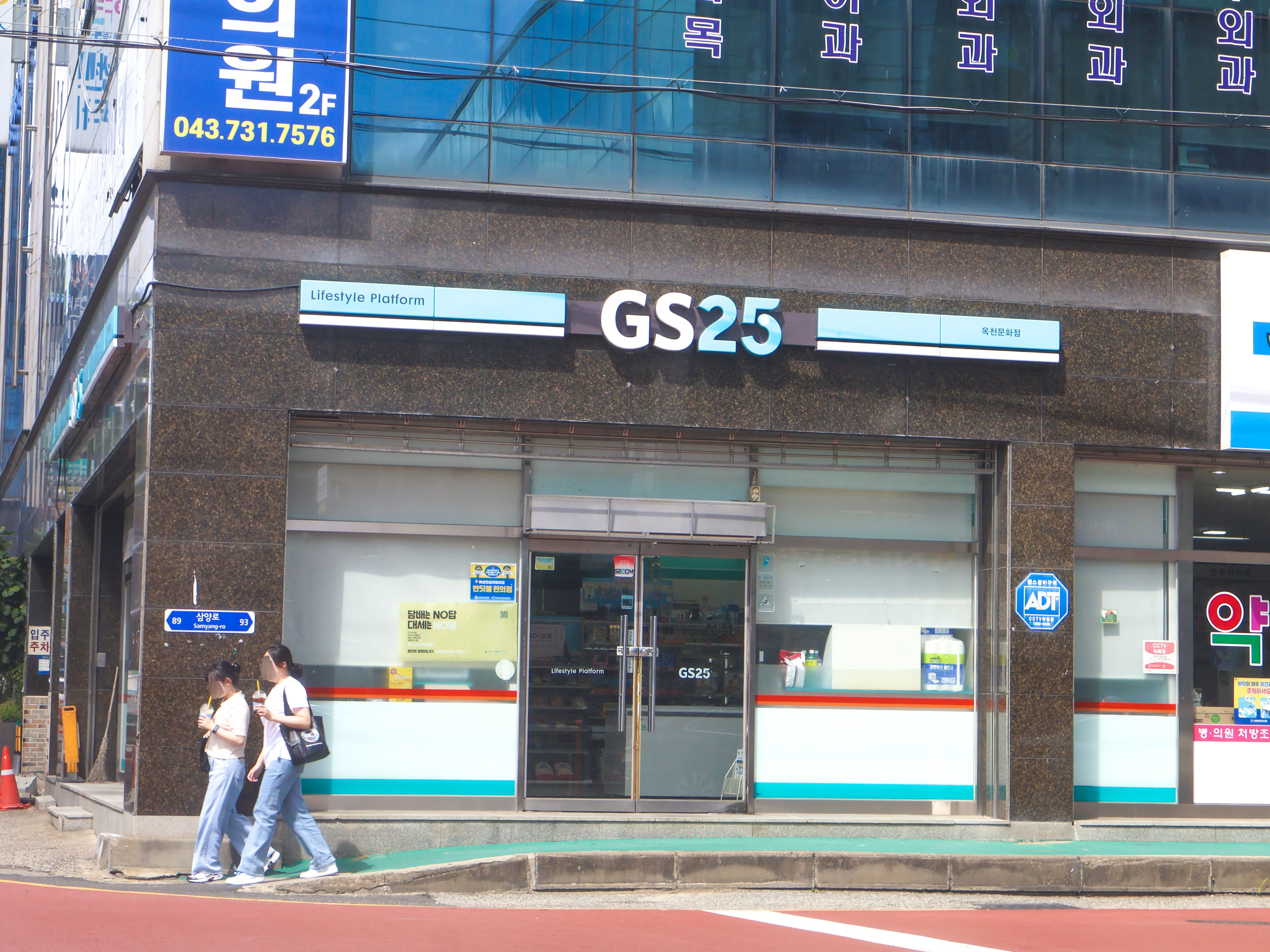
GS25 옥천문화점

## 같이 보기
- GS리테일
  - GS더프레시
- 팝카드
- 편의점